# Tofflor

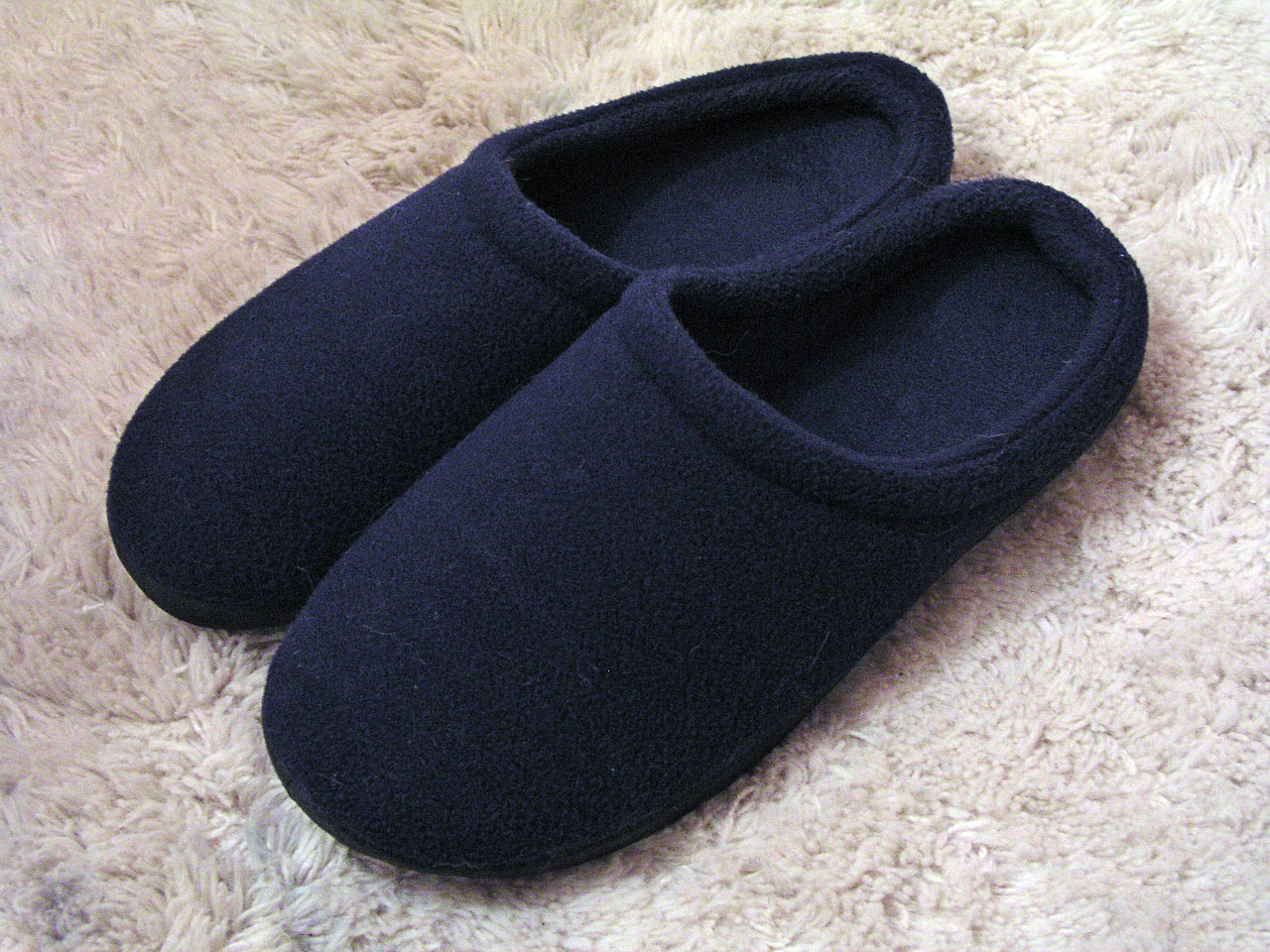
Ett par tofflor.

Tofflor är en sorts inneskor, oftast av tyg eller plast. Tofflor finns i många olika färger och mönster. I många länder anses det fint eller vackert att använda tofflor. Då är det oftast dekorerade med pärlor, broderier eller gjorda i guld. [källa behövs]
Ibland räknas vissa typer av träskor som tofflor och kallas då ofta trätofflor.
Tofflan kan symbolisera en toffelhjälte.